# はたたかし
はた たかし（1921年（大正10年）11月22日 - 2013年（平成25年）8月11日）は、日本の児童文学作家。元桃山学院短期大学教授。本名は秦敬。

## 経歴
愛媛県新居郡大町村（現西条市）に生まれる。名教中学校（現・東海大学付属浦安高等学校）卒業。早稲田大学専門部を中退し、1945年（昭和20年）に法政大学高等師範部国語漢文科を卒業する。1946年（昭和21年）に西条高等実践女学校教諭となり、1947年（昭和22年）より西条市内で小・中学校で教師を務める。教師定年退職ののち、1981年（昭和56年）桃山学院短期大学教授（1992年1月まで）に就任する。一方、児童文学作家として作品を発表し、同人誌「ぷりずむ」を主宰するなど、愛媛県の児童文学活動で指導的役割を担った。1992年（平成4年）に愛媛新聞賞を受賞する。

## 著書
- 『月夜のはちどう山』 理論社、1972年・愛蔵版1981年。のちフォア文庫にて『ポムのロケット』へ改題。
- 『フじいさんのペンキ』 理論社、1972年。
- 『とべ！ねぼすけくじら』 ポプラ社、1975年。
- 『はちどう山あなほり商会』 小峰書店、1976年。
- 『海賊ヒックがやってきた』 国土社、1978年。
- 『ロビン・キャットはいつ帰る』 国土社、1980年。
- 『そんながっこうしらないね』 太平出版社、1980年。
- 『ロビン・キャットとおかしな仲間』 国土社、1981年。
- 『くえびこさまと行った山』 小学館、1982年。
- 『子てんぐのはうちわ どこへいった』 文溪堂、1992年。
- 『子てんぐハタキぼうとカラカラサウルス』 文溪堂、2004年。
- 『ポムのロケット』 日本標準、2004年。

## 参考
1. ↑  「作家・故はたたかしさん生誕100年 西条で次男講演会」 愛媛新聞 2021年11月25日

- 『現代物故者事典 2012〜2014』